# Дембіна (Красницький повіт)
Дембіна (пол. Dębina) — село в Польщі, у гміні Дзешковиці Красницького повіту Люблінського воєводства.
Населення — 59 осіб (2011).
У 1975-1998 роках село належало до Люблінського воєводства.

## Демографія
Демографічна структура станом на 31 березня 2011 року:
|          | Загалом | Допрацездатний вік | Працездатний вік | Постпрацездатний вік |
| -------- | ------- | ------------------ | ---------------- | -------------------- |
| Чоловіки | 33      | 8                  | 19               | 6                    |
| Жінки    | 26      | 3                  | 14               | 9                    |
| Разом    | 59      | 11                 | 33               | 15                   |